# Olivetti Lettera 22

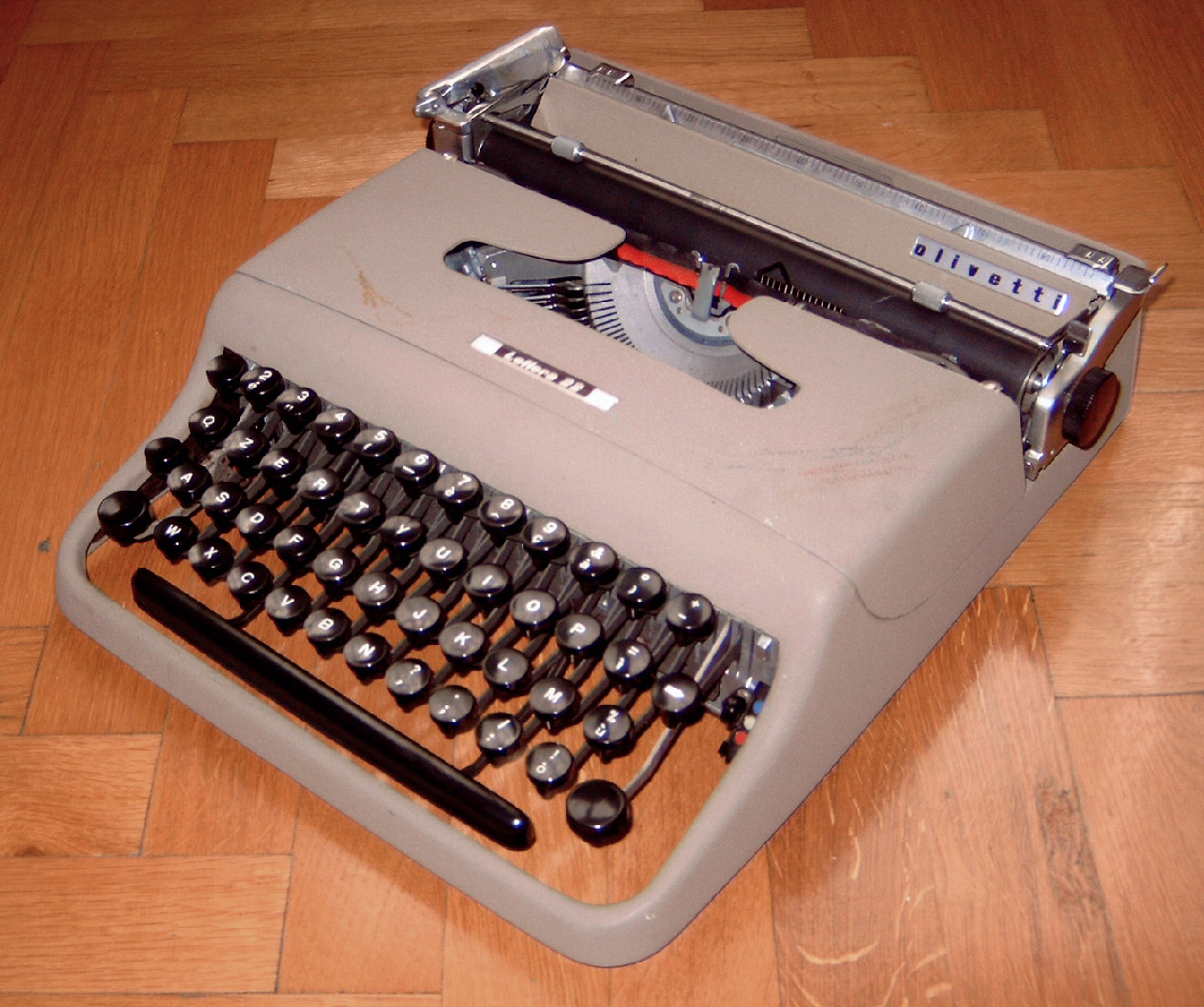
O primeiro modelo da Olivetti Lettera 22.

A Olivetti Lettera 22 é uma máquina de escrever portátil criada por Marcelo Nizzoli em 1949, ou em 1950 de acordo com a Telecom Italia. Essa máquina de escrever foi bastante popular na Itália e ainda têm muitos admiradores. Foi galardoada com o prêmio Compasso d'Oro em 1954. Em 1959 o  Illinois Institute of Technology selecionou a Lettera 22 com o produto de melhor design dos últimos 100 anos.  
A máquina têm as dimensões de 27x37x8 cm (com a carretilha móvel aumentando de 1-2 centímetros sua altura), podendo ser considerada portátil para seu tempo, embora seu peso de 3,7 kg implique em algumas limitações de portabilidade. 
O modelo foi sucedido pela Olivetti Lettera 32.

## Mecanismo

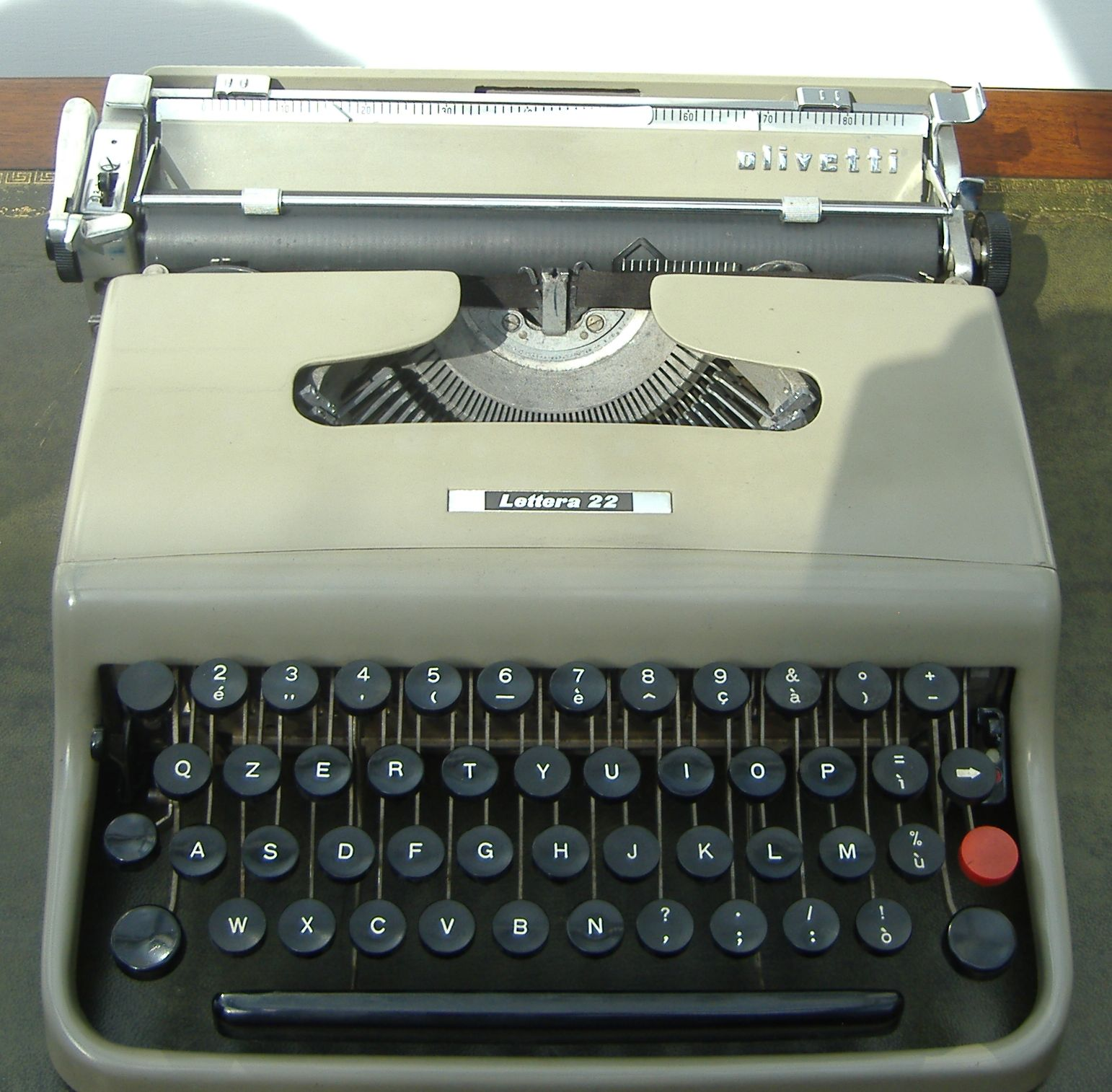
Visão frontal da Lettera 22.

A Lettera 22 apresenta uma fitilha de posição inclinada. A máquina têm uma fita vermelha e preta, a qual é posicionada na fitilha e deixa impresso a tinta quando qualquer tecla é pressionada; uma pequena alavanca localizada no canto superior direito ao lado do teclado é usada para controlar a cor utilizada na fita, podendo datilografar em preto, vermelho ou sem cor (para chapas mimeográficas).
O movimento da fita ocorre também em qualquer pressionamento da tecla, e automaticamente reverte sua direção quando não há mais fita no carretel esquerdo; dois sensores, situados perto de cada carretel, alternam-se quando a fita é colocada em tensão (indicando o fim da fita) e se movem quando colocados em tensão novamente (indicando o outro fim da fita), ligando o carretel ao mecanismo de transporte da fita e o separando do segundo.
A Lettera 22 usa um teclado de alternação como um todo (isto é, o modelo com seu teclado se move para cima e para baixo de vez quando alternado, ao contrário ao sistema de leva, o qual aciona as teclas um por um). A Lettera 22 é consideravelmente compacta quando comparada com outras máquinas de escrever com teclado de alternação da década de 50, tais como a Smith Corona ou a Remington-Rand Quiet-Riter. 
A Lettera 22 também apresenta uma aba e um sistema de compensação controlado pelo teclado, e um inovador controle de margem que mantêm a dupla funcionalidade como reguladora do parágrafo (mantêm a margem do parágrafo quando a carretilha móvel retorna).

## Teclado
Para o mercado italiano o teclado era disposto no formato QZERTY. Para o mercado estadunidense, era disposto no formato QWERTY. 

### Normal
| é | " | ' | ( | _ | è | ^ | ç | à | ) | - |
| q | z | e | r | t | y | u | i | o | p | ì |
| a | s | d | f | g | h | j | k | l | m | ù |
| w | x | c | v | b | n | , | ; | : | ò |   |

### Maiúsculo
| 2 | 3 | 4 | 5 | 6 | 7 | 8 | 9 | & | ° | + |
| Q | Z | E | R | T | Y | U | I | O | P | = |
| A | S | D | F | G | H | J | K | L | M | % |
| W | X | C | V | B | N | ? | . | / | ! |   |